# Ulomenes hypocrita
Ulomenes hypocrita is een keversoort uit de familie bladsprietkevers (Scarabaeidae). De wetenschappelijke naam van de soort is voor het eerst geldig gepubliceerd in 1829 door Carl Gustaf Mannerheim.